# 宣光 (北元)
宣光（1371年—1378年）是北元昭宗愛猷識理達臘的年號，共計使用了8年。宣光八年四月北元后主脱古思帖木儿即位沿用。元朝梁王把匝剌瓦爾密在雲南仍奉宣光年號至十一年，出土文物有「宣光九年」「宣光十年」字樣。

## 异说
鍾淵映《歴代建元考》：（1370年 - 1380年説）

## 改元
- 至正三十年——四月二十八日，元惠宗去世，元昭宗即位。五月，改明年為宣光元年。[3][4][5]
- 宣光八年——四月，元昭宗去世，益王脫古思帖木兒即位，明年改元天元。[6]

## 西元紀年對照表
| 宣光 | 元年   | 二年   | 三年   | 四年   | 五年   | 六年   | 七年   | 八年   | 九年   | 十年   |
| ---- | ------ | ------ | ------ | ------ | ------ | ------ | ------ | ------ | ------ | ------ |
| 公元 | 1371年 | 1372年 | 1373年 | 1374年 | 1375年 | 1376年 | 1377年 | 1378年 | 1379年 | 1380年 |
| 干支 | 辛亥   | 壬子   | 癸丑   | 甲寅   | 乙卯   | 丙辰   | 丁巳   | 戊午   | 己未   | 庚申   |
| 宣光 | 十一年 |        |        |        |        |        |        |        |        |        |
| 公元 | 1381年 |        |        |        |        |        |        |        |        |        |
| 干支 | 辛酉   |        |        |        |        |        |        |        |        |        |

## 深入閱讀
- 李崇智. . 北京: 中华书局. 2004年12月. ISBN 7101025129.
- 鄧洪波. . 臺北: 國立臺灣大學東亞經典與文化研究計劃. 2005年3月  [2007年3月10日]. ISBN 978-986-00-0518-9. （原始内容 (pdf)存档于2007年8月25日） （中文）.

## 同期存在的其他政权年号
- 中國
  - 開熙（1367年—1371年）：四川明夏政權明昇之年號
  - 洪武（1368年—1398年）：明朝—明太祖朱元璋之年號
- 日本
  - 建德（1370年—1372年）：南朝—长庆天皇之年号
  - 文中（1372年—1375年）：南朝—长庆天皇之年号
  - 天授（1375年—1381年）：南朝—長慶天皇之年號
  - 弘和（1381年—1384年）：南朝—長慶天皇、後龜山天皇之年號
  - 應安（1368年—1375年）：北朝—後光嚴天皇與後圓融天皇之年號
  - 永和（1375年—1379年）：北朝—後圓融天皇之年號
  - 康曆（1379年—1381年）：北朝—後圓融天皇之年號
- 越南
  - 紹慶（1370年—1372年）：陳朝—陳藝宗陳旺之年號
  - 隆慶（1373年—1377年）：陳朝—陳睿宗陳曔之年號
  - 昌符（1377年—1387年）：陳朝—陳廢帝陳晛之年號

## 參看
- 中國年號索引
- 其他宣光意义

| 前一年號： 至正 | 北元年号 1371年—1378年 | 下一年號： 天元 |